# Giải vô địch bóng đá nữ U-19 châu Đại Dương 2017
Giải vô địch bóng đá nữ U-19 châu Đại Dương 2017 là mùa giải thứ tám của giải vô địch bóng đá nữ U-19/U-20 châu Đại Dương. Giải đấu được tổ chức ở New Zealand từ ngày 11–24 tháng 7 năm 2017.
Đối với giải đấu này giới hạn về độ tuổi được giảm xuống từ U-20 xuống U-19. Đội vô địch sẽ tham dự Giải vô địch bóng đá nữ U-20 thế giới 2018 ở Pháp.

## Các đội bóng
Có sáu đội tuyển quốc gia của OFC tham gia giải đấu.
| Đội                   | Số lần dự | Thành tích tốt nhất                    |
| --------------------- | --------- | -------------------------------------- |
| Fiji                  | 3         | Vòng bảng (2002, 2006)                 |
| Nouvelle-Calédonie    | 4         | Vị trí thứ 3 (2012)                    |
| New Zealand (chủ nhà) | 7         | Vô địch (2006, 2010, 2012, 2014, 2015) |
| Papua New Guinea      | 5         | Á quân (2004, 2012, 2014)              |
| Samoa                 | 5         | Vị trí thứ 4 (2002, 2006, 2012)        |
| Tonga                 | 6         | Á quân (2006)                          |

| - Samoa thuộc Mỹ - Quần đảo Cook - Quần đảo Solomon - Tahiti - Vanuatu |

## Địa điểm
Các trận đấu diễn ra tại Ngahue Reserve ở Auckland.

## Danh sách cầu thủ
Các cầu thủ sinh vào hoặc sau ngày 1 tháng 1 năm 1998 đủ điều kiện tham dự giải đấu. Mỗi đội có thể đưa tối đa 20 cầu thủ tham gia.

## Các trận đấu
Giải thi đấu theo thể thức vòng tròn. Mỗi ngày có ba trận đấu diễn ra. Lễ bốc thăm lịch thi đấu được tổ chức vào ngày 31 tháng 5 năm 2017 tại Trụ sở OFC ở Auckland, New Zealand.
Giờ thi đấu là giờ địa phương, NZST (UTC+12).
| VT | Đội                | ST | T | H | B | BT | BB | HS  | Đ  | Giành quyền tham dự                        |
| -- | ------------------ | -- | - | - | - | -- | -- | --- | -- | ------------------------------------------ |
| 1  | New Zealand (H)    | 5  | 5 | 0 | 0 | 48 | 1  | +47 | 15 | Giải vô địch bóng đá nữ U-20 thế giới 2018 |
| 2  | Fiji               | 5  | 3 | 1 | 1 | 12 | 14 | −2  | 10 |                                            |
| 3  | Papua New Guinea   | 5  | 2 | 1 | 2 | 14 | 17 | −3  | 7  |                                            |
| 4  | Nouvelle-Calédonie | 5  | 2 | 0 | 3 | 5  | 22 | −17 | 6  |                                            |
| 5  | Samoa              | 5  | 0 | 3 | 2 | 4  | 11 | −7  | 3  |                                            |
| 6  | Tonga              | 5  | 0 | 1 | 4 | 3  | 21 | −18 | 1  |                                            |

| New Zealand | 12–0     | Papua New Guinea |
| --- | -------- | ---------------- |
| - Blake 16', 45+4', 87', 89' - Tawharu 30', 90+5' (ph.đ.) - Hand 45+1' - Stevens 52', 69', 75' - Main 54', 67' | Chi tiết |                  |

| Tonga | 0–4      | Fiji                                                        |
| ----- | -------- | ----------------------------------------------------------- |
|       | Chi tiết | - Nasau 30' (ph.đ.), 65' - Tamanitoakula 45+1', 56' (ph.đ.) |

| Nouvelle-Calédonie | 1–0      | Samoa |
| ------------------ | -------- | ----- |
| - Wenessia 53'     | Chi tiết |       |

| Fiji        | 1–9      | New Zealand                                                                             |
| ----------- | -------- | --------------------------------------------------------------------------------------- |
| - Nasau 65' | Chi tiết | - Blake 5', 56' - Stevens 7', 83' - Hand 13' - Foster 20' - Main 40' - Tawharu 70', 72' |

| Papua New Guinea                                          | 7–0      | Nouvelle-Calédonie |
| --------------------------------------------------------- | -------- | ------------------ |
| - Maiyosi 30', 88' - Ageva 44', 60', 66', 70' - Padio 49' | Chi tiết |                    |

| Samoa                  | 1–1      | Tonga      |
| ---------------------- | -------- | ---------- |
| - Talasinga 34' (l.n.) | Chi tiết | - Lutu 88' |

| Papua New Guinea                          | 4–1      | Tonga     |
| ----------------------------------------- | -------- | --------- |
| - Unamba 26' - Padio 40', 51' - Ageva 88' | Chi tiết | - Kafa 7' |

| Nouvelle-Calédonie | 0–12     | New Zealand |
| ------------------ | -------- | --- |
|                    | Chi tiết | - Tawharu 14', 45', 88' - Mettam 15' - Jackson 20', 42' - Main 22', 25', 55' - Stevens 50' - Foster 80' - Jale 83' |

| Samoa                   | 2–2      | Fiji                              |
| ----------------------- | -------- | --------------------------------- |
| - Malaki 61' - Fiso 63' | Chi tiết | - Nasau 54' - Tamanitoakula 90+1' |

| New Zealand                                                             | 6–0      | Samoa |
| ----------------------------------------------------------------------- | -------- | ----- |
| - Tawharu 21', 70' - Jale 30' - Ah Ki 56' (l.n.) - Main 67' - Blake 82' | Chi tiết |       |

| Tonga      | 1–3      | Nouvelle-Calédonie                       |
| ---------- | -------- | ---------------------------------------- |
| - Kafa 28' | Chi tiết | - Wenessia 10' - Forest 12' - Palene 21' |

| Fiji                                    | 3–2      | Papua New Guinea          |
| --------------------------------------- | -------- | ------------------------- |
| - Tamanitoakula 36', 55' - Diranuve 66' | Chi tiết | - Ageva 56' - Maiyosi 64' |

| Tonga | 0–9      | New Zealand                                                                                       |
| ----- | -------- | ------------------------------------------------------------------------------------------------- |
|       | Chi tiết | - Blake 9' - Main 13', 19', 20', 37' - Jackson 77' - Foster 84' - Jale 89' - Tahitua 90+1' (l.n.) |

| Fiji                     | 2–1      | Nouvelle-Calédonie |
| ------------------------ | -------- | ------------------ |
| - Tamanitoakula 35', 39' | Chi tiết | - Hnaweongo 55'    |

| Samoa        | 1–1      | Papua New Guinea |
| ------------ | -------- | ---------------- |
| - Malaki 45' | Chi tiết | - Ageva 41'      |

## Nhà vô địch
| Giải vô địch bóng đá nữ U-19 châu Đại Dương 2017 |
| ------------------------------------------------ |
| · New Zealand · Lần thứ sáu                      |

Các đội sau đây từ OFC đủ điều kiện để tham gia Giải vô địch bóng đá nữ U-20 thế giới 2018.

## Các giải thưởng
Các giải thưởng sau đây được đưa sau khi kết thúc giải đấu.
| Giải thưởng     | Cầu thủ             |
| --------------- | ------------------- |
| Quả bóng vàng   | Luisa Tamanitoakula |
| Chiếc giày vàng | Emma Main           |
| Găng tay Vàng   | Ateca Tuwa          |
| Giải Fair Play  | New Zealand         |

## Cầu thủ ghi bàn
11 bàn
- Emma Main

9 bàn
- Samantha Tawharu

8 bàn
- Hannah Blake

7 bàn
- Luisa Tamanitoakula
- Nicollete Ageva

6 bàn
- Dayna Stevens

4 bàn
- Cema Nasau

3 bàn
- Michaela Foster
- Deven Jackson
- Grace Jale
- Jacklyn Maiyosi
- Ramona Padio

2 bàn
- Alice Wenessia
- Jacqui Hand
- Hunter Malaki
- Mele Kafa

1 bàn
- Asenaca Diranuve
- Oceane Forest
- Isabelle Hnaweongo
- Marie-Laure Palene
- Nicole Mettam
- Selina Unamba
- Shalom Fiso
- Seini Lutu

Phản lưới nhà
- Mariecamilla Ah Ki (trận gặp New Zealand)
- Helen Tahitua (trận gặp New Zealand)
- Nipa Talasinga (trận gặp Samoa)